# William Henry Fitton
Pour les articles homonymes, voir Fitton.
William Henry Fitton (janvier 1780-13 mai 1861) est un géologue britannique, d’origine irlandaise.

## Biographie
Fitton est né à Dublin et étudie au Trinity College de cette ville. Il reçoit son diplôme en 1798. À cette époque il commence à s'intéresser à la géologie et entame une collection de fossiles. Il étudie la médecine et s'installe à Édimbourg où il suit les cours de Robert Jameson. Dès lors son intérêt en histoire naturelle, et plus spécialement en géologie, augmente. Il va à Londres en 1809 où il étudie la médecine et la chimie. En 1811 il présente à la Geological Society of London une description des structures géologiques des environs de Dublin ainsi que de certains minéraux rares irlandais. Il pratique la médecine à Northampton en 1812, ce qui occupe une grande partie de son temps pendant quelques années. Il est admis à l'université de Cambridge en 1816.
En 1820, il se marie avec une femme d'un milieu social aisé et s'installe à Londres pour se dévouer à la géologie. Son Observations on some of the Strata between the Chalk and the Oxford Oolite, in the South-east of England (Trans. Geol. Soc. ser. 2, vol. iv.) (Observations sur les couches situées entre la craie et les oolites d'Oxford, dans le sud-est de l'Angleterre) rassemble une série de recherches effectuées entre 1824 et 1836 est aussi connu sous le nom de Fitton's strata below the Chalk : Les strates supérieures de la craie, de Fitton. Dans ce mémoire il établit la succession correcte des couches du district de Wealden et de Purbeck et en établit une description détaillée.
Il est élu membre de la Royal Society en 1815 et devient président de la Geological Society of London (1827-1829). Il écrit plusieurs essais sur les progrès de la géologie et A Geological Sketch of the Vicinity of Hastings : une esquisse de la géologie des environs de Hastings en 1833. Il reçoit la médaille Wollaston en 1852.

## Sources
(en) « William Henry Fitton », dans Encyclopædia Britannica , 1911 (lire sur Wikisource).